# Laufey (cómic)
Laufey es un supervillano ficticio que aparece en los cómics estadounidenses publicados por Marvel Comics. El personaje se representa generalmente como un enemigo del padre de todos llamado Odín, padre de Thor, Loki,  Hela,  Angela,  Balder,  Tyr,  Hermod, Vidar y Laussa. Él es el Rey de los Gigantes de Hielo, el padre biológico del hermano adoptivo y enemigo de los hermanos Odisons más. Creado por el escritor Stan Lee y el artista Jack Kirby, apareció por primera vez en Journey into Mystery # 112 (enero de 1965), y se basó en la giganta helada del mismo nombre que en la mitología nórdica en realidad era la madre de Loki.
Laufey hizo su debut en la película para Thor (2011), ambientada en el Universo Cinematográfico de Marvel interpretado por Colm Feore.

## Historia de publicación
Laufey fue creado por Stan Lee y Jack Kirby y apareció por primera vez en Journey into Mystery #112 (En. 1965).

## Biografía del personaje ficticio
En los primeros días del universo, Odín, el Rey de Asgard, marchó con sus fuerzas a Jotunheim para luchar con Laufey y los Gigantes de Hielo. En ese momento, Odín blandía el martillo místico Mjolnir. Odín se enfrentó a Laufey y destruyó su garrote, lo que provocó que Laufey blandiera una espada. Laufey trató de usar su conocimiento de la tierra, como para tratar de detener a Odín con una fogata oculta. Se produjo una batalla extensa entre las dos fuerzas. La batalla terminó con Odín usando a Mjolnir para aplastar el cráneo de Laufey. Odín descubrió a un bebé que era el hijo de Laufey, Loki entre los restos del castillo y tomó la decisión de criarlo como propio. Laufey había mantenido oculto a Loki porque estaba avergonzado de que Loki había nacido pequeño.
Fue más tarde recordado que Loki había sido un niño, en vez de un bebé, cuando Laufey fue asesinado. El día antes de la batalla, Loki intentó informarle de una oportunidad de matar sigilosamente a Odín antes de la batalla. Laufey golpeó a Loki por llamarle cobarde. Al día siguiente, después de la fatídica batalla y la reclamación de Odín de Loki como hijo, Laufey quedó herido, pero vivo. Una versión de Loki del futuro, que había viajado en el tiempo para alterar los eventos, procedió a decapitarlo, afirmando que Laufey nunca le pegaría de nuevo. También hizo que Odín lo adopte.
Los restos de Laufey, específicamente su cráneo, juegan un papel importante en los primeros tres números de la renovada serie de Thor. Los hombres revitalizados de Laufey intentan recuperar sus restos de una instalación de Roxxon, propiedad de Minotauro. Al viajar a Jotunheim con Malekith el Maldito, Minotauro usó la sangre de los elfos de la luz que fueron asesinados como parte de un hechizo para resucitar a Laufey.
Como parte del evento All-New, All-Different Marvel, Laufey aparece como miembro del Consejo Oscuro junto a Malekith el Maldito, Minotauro, Ulik y algunos Demonios de Fuego sin nombre.

## Poderes y habilidades
Como todos los Gigantes de Hielo, Laufey es inmortal y posee una fuerza sobrehumana y resistencia al daño físico y las enfermedades terrenales, así como una debilidad al calor. Como un gigante de hielo, Laufey sale ileso de las bajas temperaturas, haciéndolo inmune a la hipotermia y la congelación.
Laufey es crioquinético y ha sido visto blandiendo muchas armas, incluyendo un garrote gigante, una espada, y un hacha grande.

## En otros medios

### Televisión
- Laufey aparece en Hulk and the Agents of S.M.A.S.H. episodio "Hulks sobre hielo", con la voz de Enn Reitel. Lidera a los Gigantes de Hielo en un plan para apoderarse de los nueve mundos. Al enfrentarse a Laufey, los Hulks y Thor terminan sometidos por los vientos fríos y son capturados. Laufey llega revelando su plan e incluso comentó que no sabe lo que Thor ve en los humanos. She-Hulk se libera del hielo y libera a Thor y a los Hulks como Laufey se escapa. Después de derrotar a la Serpiente de Hielo de tres cabezas, los Agentes de S.M.A.S.H. y Thor llegan a la guarida de Laufey mientras Laufey libera a sus criaturas de hielo sobre ellos. Tras tapar el hielo, Laufey afirma que han ayudado a liberar a Ymir que ayudará a traer un invierno sin fin a la Tierra. Thor traba batalla con Laufey, mientras los otros trabajan para luchar contra el punto débil de Ymir. Laufey afirma que como la Tierra se enfríe, aumenta su poder. Después de que el calor de Hulk Rojo había ayudado a derrotar a Ymir, Laufey se retira de vuelta a Jotunheim. En el episodio "Dentro de la Zona Negativa", se revela que Líder avisó a Laufey dónde podría encontrar a Ymir.

### Películas
- Laufey aparece en la película de Marvel Studios Thor interpretado por Colm Feore. Como en el cómic, es el padre de Loki a pesar de que desconoce la conexión. Loki le da acceso a Asgard, pero luego lo traiciona y lo mata antes de que pueda matar a Odín en el Sueño de Odín.

### Videojuegos
- Laufey aparece en Lego Marvel Super Heroes con la voz de John DiMaggio.

### Juguetes
- Una figura de Laufey fue lanzada en la línea de Marvel Minimates, en la ola de constructor de ejército del paquete simple basado en la película Thor.

- Una figura de Laufey saldrá en la línea de la película de 3.75" Thor: The Mighty Avenger de Hasbro.